# Micrurus nattereri
Micrurus nattereri là một loài rắn trong họ Rắn hổ. Loài này được Schmidt mô tả khoa học đầu tiên năm 1952.